# Christopher Kontos
Pour les articles homonymes, voir Chris Kontos.
Christopher Kontos (né le 10 décembre 1963 à Toronto en Ontario au Canada) est un joueur professionnel canadien de hockey sur glace ayant joué 230 matchs dans la LNH avec 4 différentes équipes. Il évoluait au poste d'ailier gauche,. Son fils, Kristoff Kontos, est aussi hockeyeur professionnel.

## Biographie

### En club
Après avoir joué pour les Wolves de Sudbury ainsi que pour les Marlboros de Toronto dans la LHO, il commence à jouer dans la LNH pour les Rangers de New York, l'équipe qui l'avait repêché, puis il joue quelques saisons avec les Penguins de Pittsburgh, puis trois avec les Kings de Los Angeles et sa dernière dans cette ligue avec le Lightning de Tampa Bay. Lors du premier match de l'histoire de cette équipe, Kontos marque quatre buts.
Il joue aussi une saison dans la LCH pour les Oilers de Tulsa en 1983-1984.
En 1985-1986, il joue dans la SM-liiga pour l'Ilves Tampere, il y joue 36 matchs parce qu'il a partagé cette saison avec la LAH.
Il joue dans la LAH quelquefois à travers ses années dans la LNH pour les Nighthawks de New Haven, il a également joué dans la LIH entre ses années dans la grande ligue pour les Lumberjacks de Muskegon et pour les Roadrunners de Phoenix, une année chacune, puis après la LNH, les Cyclones de Cincinnati, deux saisons, puis les Rafales de Québec, une saison, et finalement le Moose du Manitoba, une saison.
Il a joué une demi-saison pour les Kloten Flyers de la LNA suisse. Tout comme le HC Courmaosta de la Série A2 italienne et le Skellefteå AIK de l'Division 1 suédoise.
Il a fini sa carrière dans la DEL, en Allemagne, pour les ECR Revier Löwen.

### En équipe nationale
Il représente le Canada aux Jeux olympiques de 1994 ainsi que dans d'autres compétitions.

## Statistiques
| Saison     | Équipe                  | Ligue      |     | Saison régulière | Saison régulière | Saison régulière | Saison régulière | Saison régulière |    | Séries éliminatoires | Séries éliminatoires | Séries éliminatoires | Séries éliminatoires | Séries éliminatoires |
| Saison     | Équipe                  | Ligue      | PJ  | B                | A                | Pts              | Pun              | PJ               | B  | A                    | Pts                  | Pun                  |                      |                      |
| 1980-1981  | Wolves de Sudbury       | LHO        | 56  | 17               | 27               | 44               | 36               | -                | -  | -                    | -                    | -                    |                      |                      |
| 1981-1982  | Wolves de Sudbury       | LHO        | 12  | 6                | 6                | 12               | 18               | -                | -  | -                    | -                    | -                    |                      |                      |
| 1981-1982  | Marlboros de Toronto    | LHO        | 59  | 36               | 56               | 92               | 68               | 10               | 7  | 9                    | 16                   | 2                    |                      |                      |
| 1982-1983  | Marlboros de Toronto    | LHO        | 28  | 21               | 33               | 54               | 23               | -                | -  | -                    | -                    | -                    |                      |                      |
| 1982-1983  | Rangers de New York     | LNH        | 44  | 8                | 7                | 15               | 33               | -                | -  | -                    | -                    | -                    |                      |                      |
| 1983-1984  | Rangers de New York     | LNH        | 6   | 0                | 1                | 1                | 8                | -                | -  | -                    | -                    | -                    |                      |                      |
| 1983-1984  | Oilers de Tulsa         | LCH        | 21  | 5                | 13               | 18               | 8                | -                | -  | -                    | -                    | -                    |                      |                      |
| 1984-1985  | Rangers de New York     | LNH        | 28  | 4                | 8                | 12               | 24               | -                | -  | -                    | -                    | -                    |                      |                      |
| 1984-1985  | Nighthawks de New Haven | LAH        | 48  | 19               | 24               | 43               | 30               | -                | -  | -                    | -                    | -                    |                      |                      |
| 1985-1986  | Nighthawks de New Haven | LAH        | 21  | 8                | 15               | 23               | 12               | 5                | 4  | 2                    | 6                    | 4                    |                      |                      |
| 1985-1986  | Ilves Tampere           | SM-liiga   | 36  | 16               | 15               | 31               | 30               | -                | -  | -                    | -                    | -                    |                      |                      |
| 1986-1987  | Nighthawks de New Haven | LAH        | 36  | 14               | 17               | 31               | 29               | -                | -  | -                    | -                    | -                    |                      |                      |
| 1986-1987  | Penguins de Pittsburgh  | LNH        | 31  | 8                | 9                | 17               | 6                | -                | -  | -                    | -                    | -                    |                      |                      |
| 1987-1988  | Penguins de Pittsburgh  | LNH        | 36  | 1                | 7                | 8                | 12               | -                | -  | -                    | -                    | -                    |                      |                      |
| 1987-1988  | Lumberjacks de Muskegon | LIH        | 10  | 3                | 6                | 9                | 8                | -                | -  | -                    | -                    | -                    |                      |                      |
| 1987-1988  | Nighthawks de New Haven | LAH        | 16  | 8                | 16               | 24               | 4                | -                | -  | -                    | -                    | -                    |                      |                      |
| 1987-1988  | Kings de Los Angeles    | LNH        | 6   | 2                | 10               | 12               | 2                | 4                | 1  | 0                    | 1                    | 4                    |                      |                      |
| 1988-1989  | EHC Kloten              | LNA        | 36  | 32               | 24               | 56               | 30               | 6                | 5  | 4                    | 9                    | 2                    |                      |                      |
| 1988-1989  | Kings de Los Angeles    | LNH        | 7   | 2                | 1                | 3                | 2                | 11               | 9  | 0                    | 9                    | 8                    |                      |                      |
| 1989-1990  | Nighthawks de New Haven | LAH        | 42  | 10               | 20               | 30               | 25               | -                | -  | -                    | -                    | -                    |                      |                      |
| 1989-1990  | Kings de Los Angeles    | LNH        | 6   | 2                | 2                | 4                | 4                | 5                | 1  | 0                    | 1                    | 0                    |                      |                      |
| 1990-1991  | Roadrunners de Phoenix  | LIH        | 69  | 26               | 36               | 62               | 19               | 11               | 9  | 12                   | 21                   | 0                    |                      |                      |
| 1991-1992  | HC Courmaosta           | Serie A2   | 7   | 10               | 8                | 18               | 4                | -                | -  | -                    | -                    | -                    |                      |                      |
| 1991-1992  | Équipe du Canada        | Intl       | 26  | 10               | 10               | 20               | 4                | -                | -  | -                    | -                    | -                    |                      |                      |
| 1992-1993  | Lightning de Tampa Bay  | LNH        | 66  | 27               | 24               | 51               | 12               | -                | -  | -                    | -                    | -                    |                      |                      |
| 1993-1994  | Équipe du Canada        | Intl       | 43  | 19               | 17               | 36               | 14               | -                | -  | -                    | -                    | -                    |                      |                      |
| 1994-1995  | Équipe du Canada        | Intl       | 3   | 0                | 1                | 1                | 4                | -                | -  | -                    | -                    | -                    |                      |                      |
| 1994-1995  | Skellefteå AIK          | Division 1 | 36  | 21               | 27               | 48               | 30               | 5                | 2  | 3                    | 5                    | 4                    |                      |                      |
| 1995-1996  | Cyclones de Cincinnati  | LIH        | 81  | 26               | 44               | 70               | 13               | 17               | 5  | 8                    | 13                   | 0                    |                      |                      |
| 1996-1997  | Cyclones de Cincinnati  | LIH        | 11  | 1                | 3                | 4                | 4                | -                | -  | -                    | -                    | -                    |                      |                      |
| 1996-1997  | Rafales de Québec       | LIH        | 19  | 8                | 3                | 11               | 0                | -                | -  | -                    | -                    | -                    |                      |                      |
| 1996-1997  | Moose du Manitoba       | LIH        | 40  | 17               | 18               | 35               | 12               | -                | -  | -                    | -                    | -                    |                      |                      |
| 1997-1998  | ECR Revier Löwen        | DEL        | 26  | 10               | 4                | 14               | 14               | -                | -  | -                    | -                    | -                    |                      |                      |
| Totaux LNH | Totaux LNH              | Totaux LNH | 230 | 54               | 69               | 123              | 103              | 20               | 11 | 0                    | 11                   | 12                   |                      |                      |

### En équipe nationale
| Année | Compétition     |   | PJ | B | A | Pts | Pun               |  | Résultat |
| 1994  | Jeux olympiques | 8 | 3  | 1 | 4 | 2   | Médaille d'argent |  |          |